# Hans den Ældre
Hans den Ældre (tysk: Johann der Ältere) (29. juni 1521 – 1. oktober 1580) var hertug i de haderslevske dele af Slesvig og Holsten fra 1544 til 1580. Han var næstældste søn af kong Frederik 1.
Ved Frederik 1.s død i 1533 blev han sammen med sine brødre hyldet som hertug af Slesvig og Holsten. I 1544 delte brødrene hertugdømmerne mellem sig. Hans fik størstedelen af Nordslesvig og et par områder i Holsten, som han styrede med dygtighed fra sin hovedresidens i Haderslev. Sammen med medhertugerne, nevøen Frederik 2. og broderen Adolf, erobrede og delte han i 1559 den hidtil frie bonderepublik Ditmarsken.
Da han døde uden arvinger i 1580, blev hans andel af hertugdømmerne fordelt mellem hans to medhertuger, Frederik 2. og Adolf.
Tilnavnet den Ældre har han fået for at skelne ham fra nevøen Hans den Yngre.

## Liv

### Opvækst
Hans blev født den 29. juni 1521 på Haderslevhus som næstældste søn af Frederik 1. i hans andet ægteskab med Sophie af Pommern. Han voksede hovedsageligt op på Gottorp Slot, hvor Frederik for det meste opholdt sig. Han fik en pommersk magister, Peter Svave, som lærer. Han havde studeret i Wittenberg og var en ivrig lutheraner. Kongen opdagede imidlertid, at Svave havde mange talenter, og begyndte at bruge ham som sendebud til fremmede fyrster. Han blev erstattet af magister Hermann Bonne, som også var velvilligt stillet til reformationen.

### Tronkandidat
Ved Frederik 1.'s død blev den mindreårige Hans det katolske partis tronkandidat, da den ældste søn Christian åbenlyst støttede protestantismen. Da det var den protestantiske linje der sejrede, og Christian efter Grevens Fejde blev konge, måtte Hans søge sin fremtid i hertugdømmerne. Allerede i 1533 var Christian 3. og hans tre mindreårige halvbrødre, Hans, Adolf (1526-86) og Frederik i fællesskab blevet hyldet som hertuger af Slesvig og Holsten. I perioden 1536-42 opholdt Hans sig ved sin svoger hertug Albert af Preussens hof i Königsberg.

### Delingen i 1544
I 1544 delte Christian 3., Hans og Adolf hertugdømmerne mellem sig. Den sidste bror, Frederik, blev holdt udenfor delingen, da han blev valgt som efterfølger til fyrstærkebiskoppen af Bremen. Delingen foregik sådan, at alle tre brødre fik hver sin andel af hertugdømmerne, mens en række områder blev regeret i fællesskab.
Hans fik tildelt Haderslev, Tørning og Tønder amter, Løgumkloster samt øerne Rømø, Sild, Før og Nordstrand samt Femern i Slesvig og Rendsborg amt og Bordesholm Kloster i Holsten.

### Regeringstid
Fra slutningen af 1550'erne lagde Hans sin hovedresidens i Haderslev, hvor han opførte det storslåede renæssanceslot Hansborg.
Hans er kendt som en god administrator. I sin regeringstid tilsluttede han sig Reformationen og interesserede sig bl.a. for skole- og hospitalsvæsenet. Han grundlagde flere sociale institutioner, bl.a. Hertug Hans Hospitalet i Haderslev. Betydelige levn fra administrationen er bevaret og udgivet som De Hansborgske Registranter og De Hansborgske Domme.
I 1559 døde Christian 3., og hans søn Frederik 2. overtog hans dele af hertugdømmerne og indgik sammen med sin onkler i regeringen af fællesområderne. Senere samme år erobrede Frederik, Hans og Adolf den hidtil frie bonderepublik Ditmarsken og delte den mellem sig. Hans blev tildelt den midterste del.

### Død og arvedeling
Hans den Ældre døde natten mellem 1. og 2. oktober 1580 på Hansborg i Haderslev. Hans lig forblev på slottet til hen i februar 1581, hvor det blev overført til Slesvig Domkirke. Et stort optog med blandt andet 75 præster fulgte ham til det sidste hvilested. Ligkisten blev båret af 18 adelsmænd og omgivet af 32 medlemmer af ridderskabet, som bar store vokslys med våbenskjold. Efter ligprædikenen, som blev holdt af superintendenten Paul von Pitzen, blev liget nedsat i et nyindrettet gravsted ved siden af faderens, kong Frederik I's kiste.
Da han var ugift og ikke efterlod sig arvinger, blev hans landområder ved hans død delt mellem Frederik 2., der overtog Haderslev og Tørning amter samt Rømø, og broderen, hertug Adolf, der overtog Tønder amt, Femern samt de øvrige Vesterhavsøer.

## Eftermæle
I modsætning til mange af de øvrige hertuger af Slesvig og Holsten har eftertiden haft et positivt syn på Hans den Ældre. Dette er særligt tilfældet i hans 'hovedstad' Haderslev, der i mange år har fejret en årlig Hertug Hans Festival, og hvor bryggeriet Fuglsang brygger en Hertug Hans Pilsner.

## Anetavle
|                 |                         |  |                          |                          |  | 4Christian 1. af Danmark |
|                 |                         |  |                          |                          |  |                          |
|                 | ²Frederik 1. af Danmark |  |                          |                          |  |                          |
|                 |                         |  |                          |                          |  |                          |
|                 |                         |  |                          | 5Dorothea af Brandenburg |  |                          |
|                 |                         |  |                          |                          |  |                          |
| 1Hans den Ældre |                         |  |                          |                          |  |                          |
|                 |                         |  |                          |                          |  |                          |
|                 |                         |  | 6Bugislav 10. af Pommern |                          |  |                          |
|                 |                         |  |                          |                          |  |                          |
|                 | 3Sophie af Pommern      |  |                          |                          |  |                          |
|                 |                         |  |                          |                          |  |                          |
|                 |                         |  |                          | 7Anna af Polen           |  |                          |
|                 |                         |  |                          |                          |  |                          |